# Solina (rijeka)
Solina  je rijeka u Bosni i Hercegovini.
Izvire na području Majevice. Desna je pritoka Jale u koju se ulijeva kod Brčanske Malte u Tuzli. Nije plovna. Dobro je premoštena. 
Solina je rijeka i nije bujični vodotok kao što su Dobrinjska rijeka, Mramorski potok i Dokanjski potok. Za većih poplava zbog intenzivnih oborina i naglog topljenja snijega kao 2001., Solina poplavljuje okolinu. Područja Tuzle koje ugrožava njena poplava su u priobalnom dijelu rijeke Soline na dionicama nereguliranog korita. Regulirani dijelovi korita Soline potrebno je sanirati oštećene betonske obloge na kosinama trapeznog poprečnog presjeka, jer tijekom nailaska poplavnog vala tu može doći do velikih oštećenja.
U slivu rijeke Soline osam je naselja, od sjevera ka jugu: Breške, Dokanj, Kosci, Crno Blato, Svojtina, Brđani, Dolovi i Solina. Arheološki nalazi su oskudni, ali dovoljni za ukazati na naseljenost porječja još od prapovijesti.

## Vanjske poveznice
- Facebook - Tuzlarije Tuzla - Rijeka Solina
- Facebook - Tuzlanski.ba Izlila se rijeka Solina
- [neaktivna poveznica] Hrvatski dom. Gradovrh, časopis za književno-jezična, društvena i prirodoznanstvena pitanja, Godište X, rujan 2013. Alen Matošević: Hrvatski govori u slivu rijeke Soline (Osnovne fonetske osobine), (Osnovne morfološke osobitosti), Rječnik hrvatskog govora u slivu rijeke Soline. str. 73. – 153.